# Johann Rall
Johann Gottlieb Rall (também escrito Rahl) (1726 - 27 de dezembro de 1776) foi um coronel alemão, mais conhecido por comandar as tropas Hessianas em Trenton, Nova Jérsia na Batalha de Trenton durante a Guerra de Independência dos Estados Unidos.

## Inicio da vida e educação
Rall nasceu provavelmente como "criança-soldado" em 1726. Ele era filho do capitão Joachim Rall de Stralsund, que serviu no regimento do major-general Donop. A primeira menção de Johann Rall foi como novo cadete do mesmo regimento em 1 de Março de 1740, comandado nesse tempo pelo coronel Príncipe Casimir von Isenburg de Isenburg-Birstein.

## Carreira
Foi promovido a alferes em 25 de Julho de 1741; a tenente em 28 de Agosto de 1745; e a capitão em 10 de maio de 1753. Rall foi promovido a major em 7 de maio de 1760, sob o Major General Bischhausen e transferido, em Janeiro de 1763, para o regimento da guarnição de Stein, onde foi nomeado tenente-coronel. Em 22 de Abril de 1771, ele foi transferido para o Regimento de Infantaria Mansbach como coronel. Ele tornou-se comandante do regimento em Janeiro de 1772.
Durante este tempo, Rall lutou na Guerra de Sucessão Austríaca e participou de campanhas na Baviera, no Reno, na Holanda, e serviu na Escócia durante a Rebelião Jacobita. Ele lutou na Guerra dos Sete Anos (também chamado de Guerra Francesa e Indiana) e esteve envolvido em muitas batalhas. De Setembro de 1771 até Agosto de 1772, ele esteve na Rússia e lutou por Catarina, a Grande sob o Conde Orlov na Quarta Guerra Russo-Turca.

### Guerra de Independência dos Estados Unidos

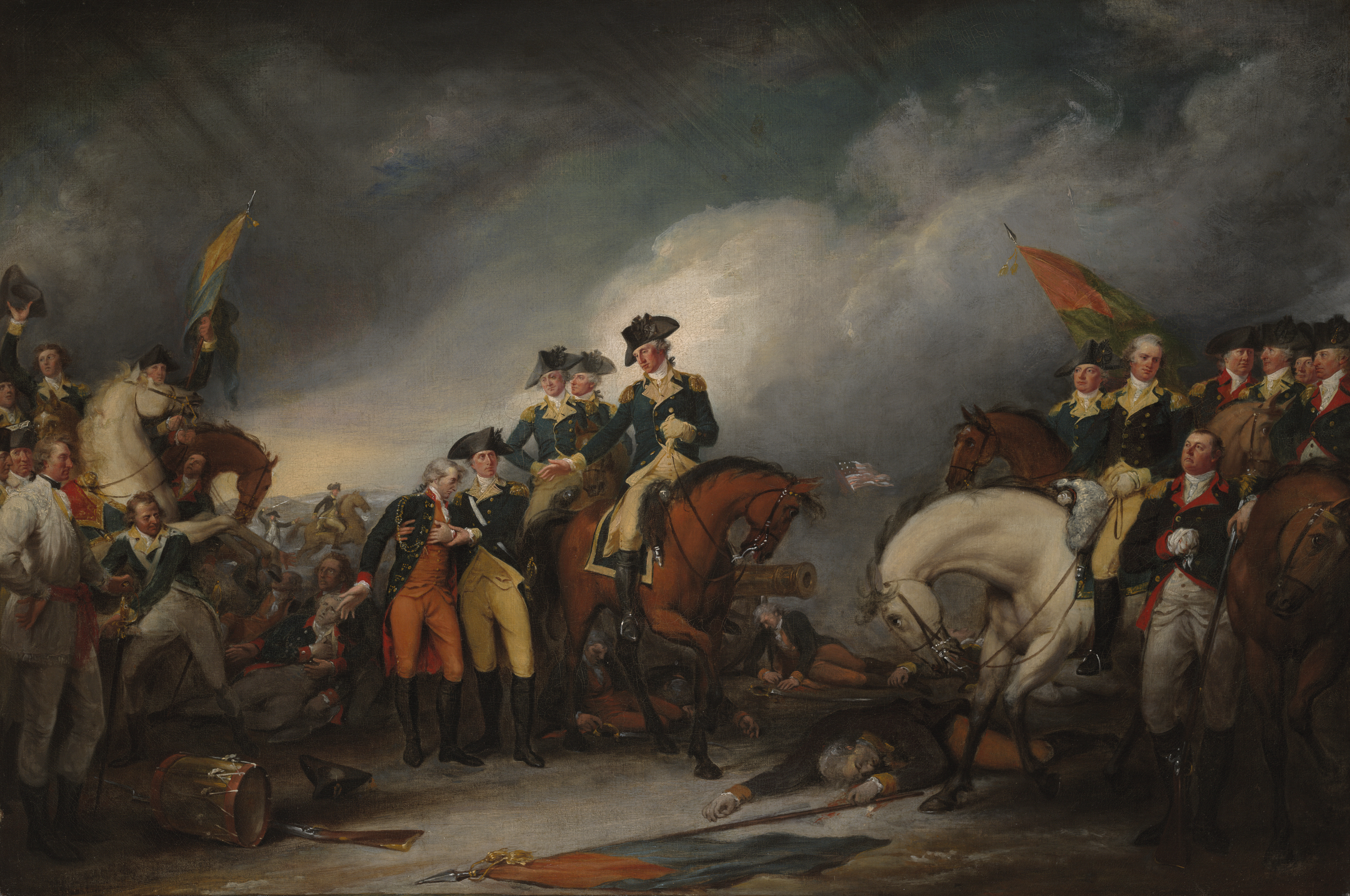
A Captura de Hessianos em Trenton, 26 de Dezembro de 1776; de John Trumbull, mostrando George Washington e Johann Rall

Em 1776, Rall pertencia ao regimento de infantaria da 1ª Divisão sob o General Phillip Leopold von Heister e comandou aproximadamente 1.200 homens lutando pela Grã-Bretanha na Guerra de Independência dos Estados Unidos. Ele esteve na Batalha de Brooklyn em Flatbush, na Batalha de White Plains, na Batalha de Long Island, e figurou proeminente na Batalha de Trenton.
Na noite de 25 a 26 de dezembro de 1776, o General George Washington atravessou o Rio Delaware com suas tropas a caminho de Trenton, Nova Jersey. Os regimentos hessianos, acampados em Trenton e ao redor, foram atacados e derrotados decisivamente pelo Exército Continental Americano. Os hessianos haviam supostamente deixado a guarda em baixo para celebrar o Natal, e (a lenda diz que) Rall foi induzido em erro por John Honeyman, um espião de Washington que, de forma convincente, passava por lealista. De acordo com um relato, Rall estava ocupado a jogar cartas e xadrez na noite anterior ao ataque na casa do comerciante de Trenton, Abraham Hunt, quando recebeu uma mensagem de um lealista local que tinha visto as forças de Washington reunidas. Depois de receber a mensagem, meteu-a no bolso do casaco sem a ler.
Ao liderar as suas tropas durante a batalha, Rall foi mortalmente ferido. Ele foi baleado duas vezes de lado e precisou ser carregado de volta para o seu quartel-general, onde ele morreu nessa noite. A mensagem que informava o coronel do ataque foi mais tarde encontrada no bolso do casaco.
De acordo com a tradição local, Rall está enterrado numa sepultura não identificada no cemitério da Primeira Igreja Presbiteriana, em Trenton, onde uma inscrição é dedicada à sua memória.